# Epilampra jamaicana
Epilampra jamaicana är en kackerlacksart som först beskrevs av Rehn, J. A. G. och Morgan Hebard 1927.  Epilampra jamaicana ingår i släktet Epilampra och familjen jättekackerlackor.
Artens utbredningsområde är Jamaica. Inga underarter finns listade i Catalogue of Life.